# Исаакий (Андроник)
Архиепи́скоп Исаа́кий (укр. Архієпископ Ісаакій, в миру Фёдор Филиппович Андроник; 18 марта 1964 года, село Гиличены, Теленештский район, Молдавская ССР, СССР) — епископ Украинской православной церкви, епископ Ворзельский, викарий Киевской епархии, наместник Свято-Покровской Голосеевской пустыни.

## Биография
Родился 18 марта 1964 года в селе Гиличены Теленештского района Молдавской ССР. В 1971—1981 годах учился в средней школе. В 1982—1984 годах служил в Советской армии.
1 сентября 1988 года поступил послушником в Киево-Печерскую лавру.
16 февраля 1989 года принял монашеский постриг с именем Исаакий в честь преподобного Исаакия, затворника Печерского.
16 марта 1990 года рукоположен в сан иеродиакона, а 9 января 1991 года — в сан иеромонаха.
В 1993 году назначен скитоначальником в Свято-Покровскую Голосеевскую пустынь, бывшую в то время скитом Киево-Печерской лавры, и возведён в сан игумена, а в 1995 году — в сан архимандрита.
В 1996 году, с преобразованием Свято-Покровской Голосеевской пустыни в самостоятельный монастырь, назначен её наместником.
21 октября 2009 года награждён правом ношения второго креста с украшениями.
22 апреля 2010 года митрополитом Киевским и всея Украины Владимиром (Сабоданом) назначен заместителем председателя Отдела внешних церковных связей Украинской Православной Церкви по работе со средствами массовой информации.

### Архиерейство
18 октября 2016 года решением Священного Синода Украинской православной церкви избран епископом Ворзельским, викарием Киевской епархии. 12 ноября совершён чин наречения.
13 декабря 2016 года в Покровской Голосеевской пустыни состоялась архиерейская хиротония архимандрита Исаакия, которую совершили: митрополит Киевский и всея Украины Онуфрий (Березовский), митрополит Вышгородский и Чернобыльский Павел (Лебедь), митрополит Бориспольский и Броварской Антоний (Паканич), митрополит Тульчинский и Брацлавский Ионафан (Елецких), митрополит Черкасский и Каневский Софроний (Дмитрук), митрополит Николаевский и Очаковский Питирим (Старинский), митрополит Белоцерковский и Богуславский Августин (Маркевич), митрополит Могилёв-Подольский и Шаргородский Агапит (Бевцик), архиепископ Белогородский Николай (Грох), архиепископ Уманский и Звенигородский Пантелеимон (Луговой), архиепископ Яготинский Серафим (Демьянов), епископ Эрзрумский Кайс (Садик), епископ Банченский Лонгин (Жар), епископ Ирпенский Климент (Вечеря), епископ Фастовский Дамиан (Давыдов).
13 декабря 2023 года в храме в честь иконы Божией Матери «Живоносный Источник» в Покровском Голосеевском монастыре Киева митрополитом Онуфрием был возведён в сан архиепископа.